# NGC 6552
NGC 6552 is een balkspiraalstelsel in het sterrenbeeld Draak. Het hemelobject werd op 6 oktober 1866 ontdekt door de Duits-Deense astronoom Heinrich Louis d'Arrest.

## Noordelijke Ecliptische Pool
Een merkwaardigheid van dit stelsel is de locatie ervan op vrij korte radiale afstand van de Noordelijke Ecliptische Pool, alsook van de planetaire nevel NGC 6543 (Kattenoog-nevel).

## Synoniemen
- UGC 11096
- MCG 11-22-18
- ZWG 322.26
- KUG 1800+666
- IRAS 18001+6638
- PGC 61252